# Антипатр Фессалоникский
Антипатр Фессалоникский (греч. Ἀντίπατρος ὁ Θεσσαλονικεύς, I в. до н. э. — I в. н. э.) — греческий поэт римской эпохи, автор более ста эпиграмм (в античную эпоху эпиграммой называлась посвятительная надпись) в греческой антологии. Известен также тем, что первым упомянул в стихотворении об использовании водяного колеса.

## Биография
Долго жил в Риме, пользуясь покровительством Люция Кальпурния Пизона, влиятельнейшего консула 15 года до н. э. и тестя крупнейшего древнеримского государственного деятеля Юлия Цезаря (100—44 до н. э.). Антипатр посвятил Юлию Цезарю несколько своих эпиграмм.
Имеются эпиграммы, отнесение авторства которых Антипатру Фессалоникскому поддерживается не всеми литературоведами.
Был назначен губернатором города Фессалоники.
Стихотворение Антипатра «Водяная мельница» приводит в своём главном труде «Капитал» немецкий экономист Карл Маркс (1818—1883).